# Lexy
Lexy ist eine französische Gemeinde mit 3902 Einwohnern (Stand: 1. Januar 2022) im Département Meurthe-et-Moselle in der Region Grand Est (bis 2015 Lothringen). Sie gehört zum Arrondissement Val-de-Briey und ist Mitglied im Gemeindeverband Grand Longwy Agglomération. Die Einwohner werden Léxéens und Lexéennes genannt.
Die Gemeinde erhielt 2023 die Auszeichnung „Zwei Blumen“, die vom Conseil national des villes et villages fleuris (CNVVF) im Rahmen des jährlichen Wettbewerbs der blumengeschmückten Städte und Dörfer verliehen wird.

## Geografie
Lexy liegt etwa 32 Kilometer nordnordwestlich von Val de Briey am nördlichen Rand des Départements am Fluss Chiers. Umgeben wird Lexy von den Nachbargemeinden Cosnes-et-Romain im Norden, Longwy im Nordosten, Réhon im Osten und Südosten, Cutry im Süden, Cons-la-Grandville im Südwesten sowie Villers-la-Chèvre im Westen. 

## Geschichte
Erstmals erwähnt wurde der Ort im 13. Jahrhundert. 

### Bevölkerungsentwicklung

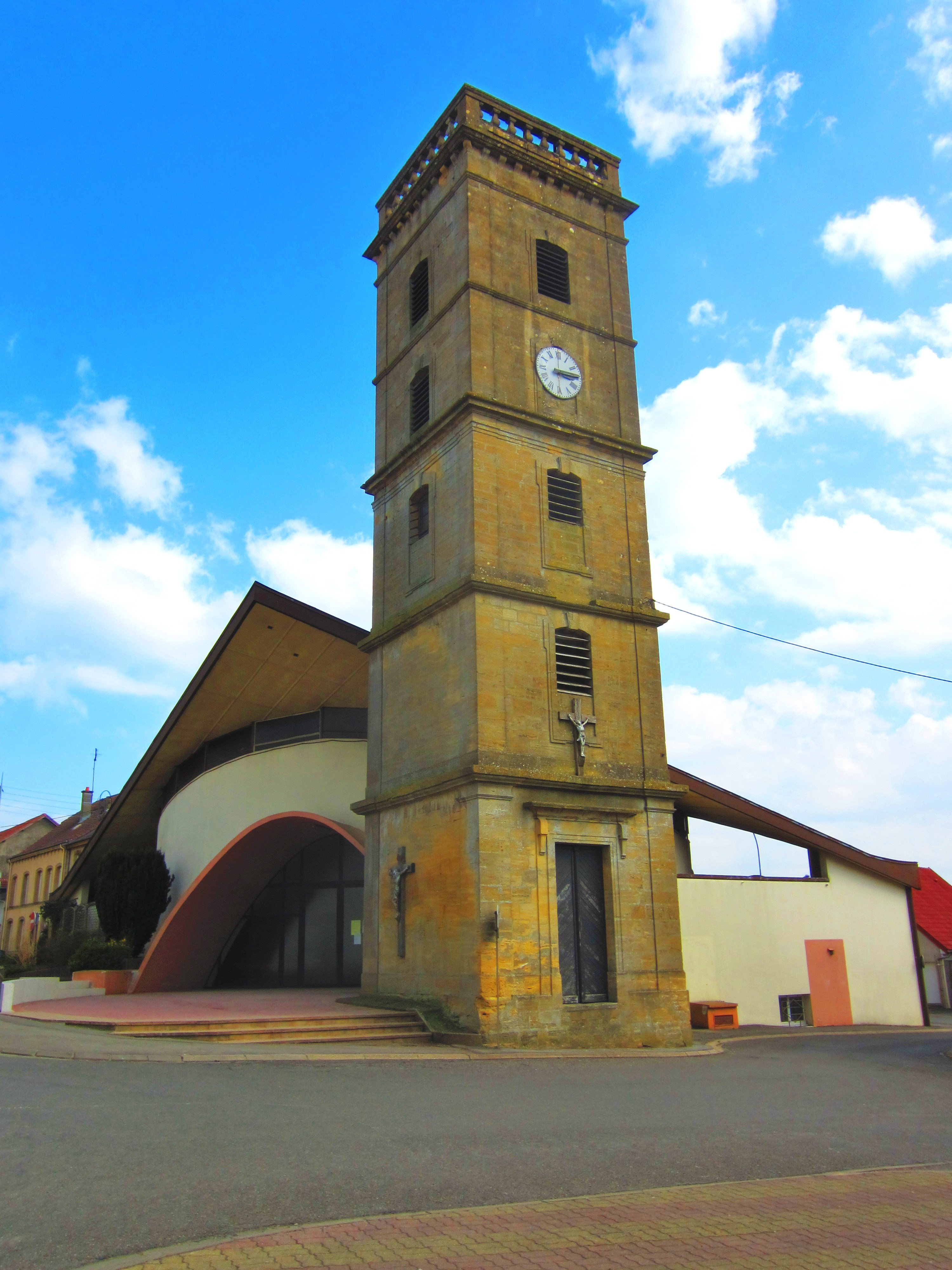
Pfarrkirche Nativité-de-la-Vierge

| Jahr      | 1962 | 1968 | 1975 | 1982 | 1990 | 1999 | 2006 | 2011 | 2019 |
| Einwohner | 2143 | 2627 | 3013 | 3377 | 2962 | 2993 | 2874 | 3176 | 3816 |

## Sehenswürdigkeiten
- Pfarrkirche Nativité-de-la-Vierge
- Ossarium des Ersten Weltkriegs; französischer Militärfriedhof aus dem Ersten Weltkrieg

## Kultur
Im Ort findet seit 2005 ein Comic-Festival statt.